# Niels Kristensen (apoteker)
 Der er flere personer med dette navn, se Niels Kristensen.
Niels Kristensen (født 24. februar 1961 i Birkerød) er uddannet farmaceut (cand.pharm.) fra Det Farmaceutiske Fakultet i 1988 og fra 2004-2014 formand for branche- og arbejdsgiverforeningen Danmarks Apotekerforening.
Niels Kristensen har også følgende andre tillidshverv:
- Dansk Selskab for Patientsikkerhed, bestyrelsesmedlem
- Det Farmaceutiske Fakultets advisory board, bestyrelsesmedlem [1]
- Fédération Internationale Pharmaceutique (FIP), rådsmedlem
- Nordisk Apoteksforening, bestyrelsesmedlem
- Sundhed.dk, bestyrelsesmedlem

Niels Kristensen er bosiddende i Dyssegård (Gentofte) og har siden 2001 arbejdet som apoteker på Kongens Lyngby Svane Apotek.
Han er optaget i Kraks Blå Bog.

## Eksterne kilder, links og henvisninger
- Det Farmaceutiske Fakultets informationsside om Niels Kristensen (Webside ikke længere tilgængelig)